# 格勞恩 (密歇根州)
格勞恩（英語：Grawn）是位於美國密歇根州大特拉弗斯縣布萊爾鎮區的一個普查規定居民點。

## 人口
根據2020年美國人口普查的數據，格勞恩的面積為1.69平方千米，當中陸地面積為1.69平方千米，而水域面積為0.00平方千米。當地共有人口816人，而人口密度為每平方千米482.84人。